# مي العيدان
مي العيدان (20 أبريل 1977 -)، ممثلة كاتبة إعلامية وناقدة كويتية، اشتهرت بنقدها الحاد المثير للجدل.

## حياتها
ولدت في الكويت من أب كويتي وأم مصرية لكنها حاصلة على الجنسية الكويتية، تخرجت من «المعهد العالي للفنون المسرحية» قسم نقد.

### حياتها الأسرية
تزوجت بعام 1995 من الفنان علي المفيدي وكان يكبرها بفارق أربعين عاما ولكنهما انفصلا وديا بعام 2006 بعد خلافات استمرت أشهر

## مشوارها المهني
بدأت مسيرتها الفنية في دور صغيرة بمسلسل سليمان الطيب في عام 1993 مع حياة الفهد وسعاد عبد الله ثم اشتركت في أعمال مسرحية جماهيرية، حتى آخر أعمالها إلى جانب الفنان محمد السريع في الثلاثية التلفزيونية "نوال" في عام 1997، ومع اعتزالها التمثيل بناء عن عدم رغبة والدتها بإستمرارها بمجال التمثيل اتجهت إلى مجال الصحافة والنقد وقامت بإكمال دراستها في كلية الإعلام في جامعة الكويت قسم صحافة كما حصلت على دورات بكتابة السيناريو على يد السينارست بشير الديك من مركز البيان بدبي وهي عضو في «مسرح الخليج» وعضوه بجمعية الصحفيين بالكويت وعضوة نقابة الفنانين بالكويت وعضوة برابطة الكتاب.

## أعمالها

### أعمال التلفزيون
| سنة الإنتاج | اسم العمل                 | الشخصية |
| ----------- | ------------------------- | ------- |
| 1993        | سليمان الطيب              |         |
| 1994        | السلسلة - سهرة تلفزيونية  |         |
| 1994        | العقاب                    |         |
| 1996        | الحادث - سهرة تلفزيونية   |         |
| 1997        | فاكهة الشهر - سهرة منوعات |         |
| 1997        | نوال - ثلاثية تلفزيونية   |         |

### من المسرحيات
| سنة الإنتاج | المسرحية    | الشخصية |
| ----------- | ----------- | ------- |
| 1993        | الهداف جسوم |         |
| 1994        | سارة وسعود  |         |

### تقديم البرامج
| سنة الإنتاج    | البرنامج                 | عرض على                                |
| -------------- | ------------------------ | -------------------------------------- |
| 2011-2015      | نأسف لعدم الإزعاج»       | قناة سكوب وهو أول برنامج نقد فني خليجي |
| 2013           | «الناقد»                 | إذاعة الكويت                           |
| 17 مارس 2017   | «كشف حساب» الموسم الأول  | قناة سكوب                              |
| 29 نوفمبر 2018 | «كشف حساب» الموسم الثاني | قناة سكوب                              |

### الإخراج
| سنة الإنتاج | اسم العمل | نوعه           |
| ----------- | --------- | -------------- |
| 1996        | «الحادث»  | سهرة تلفزيونية |

### تأليف تلفزيوني
| سنة الإنتاج | اسم العمل      | نوعه             |
| ----------- | -------------- | ---------------- |
| 1997        | «نوال»         | ثلاثية تلفزيونية |
| 2022        | «ممنوع السكوت» | مسلسل            |

### تأليف الكتب
| سنة الإنتاج | الكتاب              |
| ----------- | ------------------- |
|             | جرائم القرن العشرين |
|             | رواد القرن          |
|             | حبابة نجمة لاتنطفى  |
|             | وداعاً حبابة         |
|             | وداع الخالد         |

## الجوائز والتكريمات
- 2017:  الكويت - شخصية العام في النقد الفني والإعلام من المنتدى العربي العالمي للثقافة والسلام.[10]
- 2020: لقب أفضل ناقدة فنية من المنتدى العربي العالمي للثقافة والفنون [11]

## روابط خارجية
- مي العيدان على موقع قاعدة بيانات الأفلام العربية